# ابرست
ابرست (به فرانسوی: Abrest) یک کمون در فرانسه است که در Canton of Cusset-Sud واقع شده‌است.

## خصوصیات
ابرست ۱۰٫۴۶ کیلومترمربع مساحت و ۲٬۷۳۲ نفر جمعیت دارد و ۲۶۰ متر بالاتر از سطح دریا واقع شده‌است.